# 惠特比
惠特比（英語：Whitby）是英格蘭北約克郡埃斯克河河口的一個濱海小鎮和民政教區。惠特比位於約克郡東海岸，當地的地標有惠特比修道院。惠特比是奮進號三桅帆船的出航地。據2011年人口普查，惠特比有人口13,213人，比2001年的13,594人略有減少。